# Blood (canción de Pearl Jam)
«Blood» es una canción del grupo Pearl Jam que apareció en su segundo álbum Vs. Su letra es una de las más agresivas que han publicado. Musicalmente contiene elementos de funk mezclados con el rock duro. En varias ocasiones cuando ejecutan en vivo "Blood", el grupo agrega al final parte de la canción "Atomic Dog" de George Clinton.

## Significado de la letra
La letra es una protesta contra la explotación que ellos y otros grupos sufren por parte de los medios especializados y de comunicación masiva, los cuales se dedican a "chupar la sangre" de grupos como ellos para sus propios intereses. Al parecer la línea inicial de la letra "Spin me round, roll me over, fuckin' circus" es una referencia a las revistas musicales Spin, Rolling Stone y Circus.